# Axel Cédric Konan
Haouliais Axel Cédric Konan (Abiyán, Costa de Marfil, 25 de enero de 1983), futbolista marfileño. Juega de delantero y su equipo actual es US Lecce.

## Clubes
| Club      | País   | Año       |
| --------- | ------ | --------- |
| US Lecce  | Italia | 1999-2006 |
| Torino FC | Italia | 2006      |
| US Lecce  | Italia | 2006      |

- Datos: Q1386844